# Königlich Bayerisches 19. Infanterie-Regiment „König Viktor Emanuel III. von Italien“

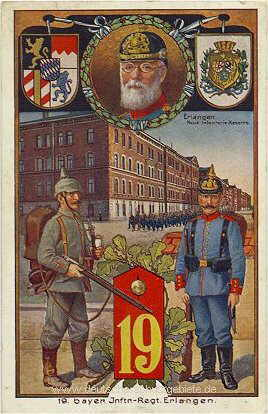
19. bayer. Infanterie-Regiment Erlangen, Postkarte

Das 19. Infanterie-Regiment „König Viktor Emanuel III. von Italien“ war ein Infanterieverband der Bayerischen Armee.

## Geschichte

### Aufstellung und Entwicklung
Der Verband wurde am 1. Oktober 1890 als 19. Infanterie-Regiment aufgestellt. Das I. Bataillon bildete sich in Erlangen aus der
- 9. Kompanie des 5. Infanterie-Regiments,
- 1. Kompanie des 6. Infanterie-Regiments,
- 2. Kompanie des 7. Infanterie-Regiments und
- 3. Kompanie des 14. Infanterie-Regiments.

Das II. Bataillon wurde in Aschaffenburg aus dem 2. Jäger-Bataillon, das III. Bataillon in Landshut aus dem 4. Jäger-Bataillon gebildet. Gemeinsam mit dem 7. Infanterie-Regiment bildete der Verband die 10. Infanterie-Brigade.
Erster Kommandeur war Ludwig Edler von Grauvogl. Im Jahre 1891 nahm das Regiment an einer Parade bei München vor Prinzregent Luitpold und Kaiser Wilhelm II. teil. Im selben Jahr wurde das II. Bataillon nach Erlangen, das III. Bataillon nach Eichstätt verlegt. Im Jahre 1893 wurde das III. Bataillon ebenfalls in Erlangen stationiert, ausgenommen war lediglich ein Detachement in Lichtenau. Am 1. Oktober 1893 wurde das IV. (Halb)Bataillon mit der 13. und 14. Kompanie aufgestellt. Ab 1897 war das Regiment geschlossen in Erlangen stationiert. Mit dem 1. April 1897 gab das Regiment die 13. und 14. Kompanie an das 21. Infanterie-Regiment ab, in das sie als 3. und 4. Kompanie eingegliedert wurden.
Am 13. Mai 1898 wurde König Humbert I. zum Inhaber des Regiments ernannt, das zugleich die Bezeichnung 19. Infanterie-Regiment „König Humbert I. von Italien“ erhielt. Nach dem Tod des italienischen Königs am 29. Juli 1900 wurde am 30. August 1900 sein Thronfolger, Viktor Emanuel III., zum neuen Inhaber ernannt, was die Umbenennung des Verbandes in 19. Infanterie-Regiment „König Viktor Emanuel III. von Italien“ nach sich zog.
Im Jahre 1900 nahmen Teile des Regiments an der Expedition nach China teil (Oberleutnant Franz Epp mit drei Offizieren, sieben Unteroffizieren und 63 Mannschaften). Am 1. Oktober 1913 wurde eine MG-Kompanie aufgestellt.

### Erster Weltkrieg

#### 1914
Im Ersten Weltkrieg trat das Regiment am 7. August 1914 in Verpflegungsstärke von 86 Offizieren, 3.307 Unteroffiziere und Mannschaften sowie 235 Pferden in Lothringen an. Es war der 10. Infanterie-Brigade, im Folgenden der 5. Infanterie-Division und dem III. Armee-Korps der 6. Armee unterstellt. Während der Schlacht in Lothringen vom 20. bis 22. August 1914 hatte das Regiment seine Feuertaufe, griff von der Linie Han-Armsdorf nach Süden Teile der 68. französischen Reservedivision, dahinter gestaffelt Teile der 70. französischen Reservedivision an und stieß bis 21. August morgens ca. 15 km bis vor Fresnes vor. Bis zum 22. August drang das Regiment weiter bis zur Seille vor, bis dahin hatte es 41 Gefallene und 76 Verwundete zu beklagen.
Die Kämpfe vor Nancy-Épinal vom 23. August bis 14. September 1914 waren geprägt von äußerster Härte und forderten bis Mitte September 1914 Opfer von fast 500 Mann. Ab dem 15. September 1914 war das Regiment zwischen der Maas und der Mosel eingesetzt. Das Regiment erhielt fünf Offiziere, 61 Unteroffiziere und 516 Mannschaften zum Ersatz. Von Woinville aus kämpfte es sich in ausgedehnten Waldgebieten bis zum 25. September 1914 zum Ailly-Wald vor. Am 30. September 1914 erbeutete es 400 Gewehre und nahm mehrere hundert Franzosen gefangen. Das Regiment musste jedoch einige Tage später zurückgenommen werden und grub sich im Wald von Apremont hinter der Höhe „Kuhkopf“ ein. Im November 1914 wurde die Gefechtsstärke des Regiments mit 21 Offizieren sowie 1786 Unteroffiziere und Mannschaften angegeben. Der Ausfall der Offiziere machte sich allmählich bemerkbar, zumal als Ersatz erst im Februar 1915 sechs Offiziere zum Regiment stießen.

#### 1915
Bis März 1915 hatte es insgesamt einen Verlust an 83 Offizieren und 2552 Mann als Tote und Verwundete. Durch wiederholten Ersatz hatte das Regiment wieder eine Stärke von 79 Offizieren, 3255 Unteroffiziere/Mannschaften und 228 Pferden. Ab Mai 1915 hieß das Regiment wegen des Eintritts Italiens in den Krieg gegen die Mittelmächte nur noch 19. Infanterie-Regiment. Im Wald von Apremont verblieb es bis 5. Oktober 1915, wo es seine Stellungen weitgehend halten konnte. In der Herbstschlacht in der Champagne (8. Oktober bis 10. November 1915) war das Regiment zunächst im Rahmen der 5. Infanterie-Division als Reserve bereitgehalten. Mitte Oktober 1915 wurde es nun in die Stellungen westlich der Höhe Butte du Mesnil beordert. Nach schwersten feindlichen Artilleriefeuer überrannten am 24. Oktober französische Truppen die vordersten Linien. Aus den halb verschütteten Gräben und Unterständen hervor kommend warf das Regiment im Gegenstoß den Feind wieder aus den Gräben, säuberte die Linien bis zum nächsten Tag und nahm fünf französische Offiziere und mehrere hundert Mann gefangen. Das Regiment hatte bei diesen heftigen Kämpfen relativ geringe Ausfälle von weniger als 300 Mann.

#### 1916
Von 10. Dezember 1915 bis 16. Juli 1916 war es wieder im Wald von Apremont eingesetzt. Im Januar 1916 wurde eine Pionier-Kompanie in Stärke von 263 Mann aufgestellt. Unter den 73 Gefallenen des Zeitraums war auch der Regimentskommandeur Oberst Drausnick (28. Februar 1916). Am 17. März 1916 wurde Oberstleutnant Anton Ritter von Staubwasser zum Regimentskommandeur ernannt. Vor den Gefechten im Artois von 17. Juli bis 30. August 1916 hatte es eine Gefechtsstärke von 74 Offizieren und 2971 Mann sowie 17 Maschinengewehre im Bestand. Vom 6. bis 20. September 1916 war das Regiment zur Verteidigung von Ginchy am linken Flügel der 5. Infanterie-Division eingesetzt. Britische Truppen griffen am 9. September an und konnten in den Ort eindringen, wurden aber noch am selben Tag wieder zurückgeschlagen. Am 15. September 1916 stürmten die Briten, zum ersten Mal unterstützt durch Tanks, westlich von Ginchy durch die Stellungen des rechten Nachbarn (14. Infanterie-Regiment), so dass auch das Regiment aus der Front herausgelöst werden musste. Die Gesamtverluste nach drei Wochen betrugen 1234 Mann an Toten, Verwundeten, Vermissten, Kranken und Verschütteten. Am 6. Oktober 1916 übernahm Oberstleutnant Alfred Schuster das Kommando über das Regiment. Am 9. Oktober 1916 erfolgte die Errichtung der 2. und 3. Maschinengewehr-Kompanie, die jeweils aus zwei Offizieren, ca. 80 Mann und 16 Pferden bestand. Neben den 16 deutschen MG wurden auch zwei russische und drei französische Beute-MG verwendet.

#### 1917
Das Regiment wurde nach Französisch-Flandern bei Fromelles verlegt, wo es bis 12. Juli 1917 blieb. In dem Zeitraum sind lediglich 79 Mann gefallen, so dass sich das Regiment wieder gut erholen konnte (Gefechtsstärke: 80 Offiziere und 2180 Mann, 29 MG). Beim Sturm auf das von den Briten kurz vorher eroberte Fresnoy am 8. Mai 1917 wurde das I. Bataillon als Sturmbataillon auf die Ortschaft eingesetzt. Der Gegenangriff brachte als Beute fünfzehn Lewis-MG, zwei MG 08, vier Minenwerfer, 80 Gewehre, 1000 Schuss Munition und vierzehn Brieftauben ein, zudem nahm es fünf britische Offiziere sowie 300 Unteroffiziere und Mannschaften gefangen. Bei einem Geländegewinn von 500 m musste das Bataillon 93 Tote, 351 Verwundete und 57 Vermisste verzeichnen. Nach minder schweren Kämpfen bei Biache im Artois, bei Fresnes und Oppy im Frühsommer 1917 wurde das Regiment nach Flandern verlegt und ging mit einer Stärke von 87 Offizieren, 2717 Mann, 255 Pferden sowie 28 MG am 7. August 1917 südostwärts von Fortuin in Stellung. Der am 16. August 1917 vorgetragene britische Angriff scheiterte vor dem Regiment in jeder Hinsicht: Es wurde kein Fuß breit Boden aufgegeben. Allerdings war dies ein blutiger Erfolg, das I. Bataillon war nur noch vier Offiziere, 42 Unteroffiziere und 225 Mann stark, bei den anderen Bataillonen war die Personallage nicht wesentlich besser. Das Regiment verblieb in Flandern bis zum 3. Dezember 1917, dabei wurde die Gefechtsstärke (Stand: 6. Oktober 1917) mit 68 Offiziere und 1901 Mann angegeben. Zudem hatte das Regiment 32 MG.

#### 1918
An der Michaelschlacht nahm das Regiment vom 20. bis 29. März 1918 teil. Es kam von Baralle-Marquion antretend bis nach Bucquoy, was dem Regiment 15 Offiziere und 650 Mann kostete, dabei fiel auch der Kommandeur Oberstleutnant Alfred Schuster (27. März 1918). Am 8. April 1918 wurde Major Julius Melchor zum Regimentskommandeur ernannt. Im August 1918 kämpfte das Regiment zwischen Arras und Albert, danach an der Römerstraße, wobei vor allem das II. Bataillon schwer getroffen wurde (fünf Offiziere und 155 Mann), so dass die 6., 7. und 8. Kompanie zu einer Kompanie zusammengefasst werden musste. Am 9. August 1918 trat das Regiment zum Angriff auf Rosières an, wurde von überlegenen britischen Truppen zurückgewiesen. Am 20. August 1918 musste es auf eine Stellung ostwärts von Lihons ausweichen. Bis zum 1. September 1918 schmolz das II. Bataillon auf zwei Offiziere, 14 Unteroffiziere und 65 Mann zusammen. Anfang September 1918 war das Regiment im Zuge der Siegfried-Stellung vor Hargicourt eingesetzt. Am 18. September 1918 griffen die Briten im südlichen Abschnitt des Regiments an, brachen ein und zwangen es, Hargicourt aufzugeben und auf eine Stellung 3 km weiter hinten zurückweichen. Von 29. September bis 14. Oktober 1918 kämpfte das Regiment bei Cambrai und wurde hier bei zwar erfolgreichen Gegenstößen weiter dezimiert (89 Gefallene, Anzahl der Verwundeten nicht bekannt). Anschließend verlegte es in die Hermannstellung nördlich Tournai, wo es lediglich vier Mann an Gefallene verlor. Während der Rückzugskämpfe vor der Antwerpen-Maas-Stellung von 5. bis 11. November 1918 gelangte das Regiment in die Gegend von Grammont.

#### Gesamtverluste
Während des Ersten Weltkriegs hatte das Regiment zu beklagen an
- Toten: 64 Offiziere, ein Sanitätsoffizier, 317 Unteroffiziere und 2353 Mannschaften
- Vermissten: ein Offizier, neun Unteroffiziere und 134 Mannschaften
- durch Krankheiten/Unfall Verstorbenen: ein Offizier, zwölf Unteroffiziere und 99 Mannschaften

Am Ende des Krieges befanden sich 22 Offiziere, zwei Sanitätsoffiziere, 117 Unteroffiziere und 998 Mannschaften in Kriegsgefangenschaft.

### Verbleib
Nach dem Waffenstillstand von Compiègne erreichten die Reste des Regiments Erlangen, wo ab 14. Dezember 1918 die Demobilisierung und schließliche Auflösung erfolgte. Aus Teilen des Regiments bildeten sich verschiedene Freiformationen. So am 19. April 1919 das Sicherheits-Bataillon „Erlangen“, das jedoch bereits am 22. Mai 1919 wieder aufgelöst wurde. Außerdem am 28. April 1919 das Freiwilligen-Jägerkorps „Erlangen“, das im Grenzschutz in Böhmen im Einsatz war und im Juni 1919 im I. und II. Bataillon des Reichswehr-Infanterie-Regiments 47 aufging. Ferner erfolgten im Mai 1919 noch die Aufstellung einer Volkswehr-Kompanie „Erlangen“ sowie einer Unteroffiziers-Kompanie zur Verstärkung der Polizei Erlangen.
Die Tradition übernahm in der Reichswehr durch Erlass des Chefs der Heeresleitung General der Infanterie Hans von Seeckt vom 24. August 1921 das Ausbildungs-Bataillon des 21. (Bayerisches) Infanterie-Regiments in Erlangen. In der Wehrmacht führte das III. Bataillon des Infanterieregiments 21 die Tradition fort.

## Kommandeure
| Dienstgrad           | Name                              | Datum                                   |
| -------------------- | --------------------------------- | --------------------------------------- |
| Oberst               | Ludwig von Grauvogl               | 01. Oktober bis 30. November 1890       |
| Oberst               | Joseph Bauernschubert             | 01. Dezember 1890 bis 30. April 1894    |
| Oberst               | Joseph von Brückner               | 01. Mai 1894 bis 31. Dezember 1896      |
| Oberst               | Karl von Feilitzsch               | 01. Januar bis 31. März 1897            |
| Oberst               | Oskar Graser                      | 01. April 1897 bis 31. Juli 1901        |
| Oberst               | Heinrich Reisner von Lichtenstern | 01. August 1901 bis 30. September 1903  |
| Oberst               | Ludwig Moser                      | 01. Oktober 1903 bis 30. September 1906 |
| Oberst               | Johann Eichhorn                   | 01. Oktober 1906 bis 31. März 1909      |
| Oberst               | Gustav von Heydenaber             | 01. April 1909 bis 30. September 1912   |
| Oberst               | Franz Samhuber                    | 01. Oktober 1912 bis 19. März 1914      |
| Oberst               | Maximilian Drausnick              | 01. April 1914 bis 28. Februar 1916     |
| Oberstleutnant       | Anton von Staubwasser             | 17. März bis 5. Oktober 1916            |
| Major/Oberstleutnant | Alfred Schuster                   | 06. Oktober 1916 bis 27. März 1918      |
| Oberstleutnant       | Julius Melchior                   | 08. April 1918 bis Demobilisierung      |